# ウィックス級駆逐艦
ウィックス級駆逐艦（ウィックスきゅうくちくかん、英語: Wickes-class destroyers）は、アメリカ海軍の駆逐艦の艦級。

## 来歴
1914年の第一次世界大戦勃発当時、アメリカ合衆国はモンロー主義を掲げていたこともあって積極参戦は行わなかったものの、軍備強化の気運は劇的に高まった。この情勢を受けて、1916年8月には大艦隊法（ダニエルズ計画）が議会を通過、海軍の大拡充が開始された。アメリカ海軍は駆逐艦の建造開始が遅かったこともあり、その保有数は英独と比して大きく劣っており、増強は急務であった。このことから、1916年度計画で建造されていたコールドウェル級をもとに、所定の改正を加えた量産用の高速駆逐艦として開発されたのが本級である。

## 設計
本級の基本設計はバス鉄工所とベスレヘム造船が担当した。上記の経緯より、基本的にはコールドウェル級が踏襲されており、平甲板船型も同様である。しかし高速力発揮が求められたことから、水線下形状はより抵抗が少ないものに改められた。特に船底のキールラインはイニシャルトリムをなくして水平にされた。機関重量増加もあり、船体深さも増しているが、それ以外の主要寸法はコールドウェル級と同様である。
本級ではレキシントン級巡洋戦艦とオマハ級軽巡洋艦との艦隊行動のため、35ノットの速力が求められた。このため、機関出力はコールドウェル級の15～30パーセント増とされている。ただし短期間で量産する必要から、建造する造船所に主機方式の選択を任せた結果として非常に多彩になり、特に機関関係の面でムラが生ずる事となった。

## 配備
建造はバス鉄工所、ベスレヘム造船、フォアリバー造船株式会社、ウィリアム・クランプ・アンド・サンズ造船所が担当した。まずダニエルズ計画に基づき、1916年度計画で50隻が建造された。そして1917年4月6日にアメリカ合衆国が第一次世界大戦に参戦したことに伴い、1917年度計画では、更に61隻が追加建造された。なお1917年度計画では改良型のクレムソン級も建造されており、以後の建造はこちらに移行した。前級のコールドウェル級、および後に建造されたクレムソン級とともに「平甲板型」の中核を成し、何隻かは第一次世界大戦の最後の戦いに間に合った。
本級を含む平甲板駆逐艦は非常に多数が建造されており、不況の影響もあって、戦後しばらくは駆逐艦の新規建造は行われなかった。しかし1931年度計画よりファラガット級の建造が開始されたこともあって、1930年代に入ると除籍が開始され、第2次世界大戦の勃発までに32隻が除籍された。また除籍艦の他、6隻が高速輸送艦（APD）に、18隻が機雷敷設機構を装着し軽敷設艦（DM）に、9隻が掃海駆逐艦（DMS）にそれぞれ転籍した。その他、22隻がイギリス海軍にタウン級駆逐艦として貸与された。またソビエト連邦海軍に貸与された艦もある。アメリカ海軍に残った艦のうち、大西洋方面配備艦は船団護衛艦として改装され、燃料庫を増設して航続距離を延長し、従来の砲と魚雷発射管を撤去して小型の両用砲と対空、対潜装備を充実させた。
本級の一隻である「ワード」は、ワード号事件において、日本の特殊潜航艇と交戦・撃破している。大西洋配備艦は中立パトロールに従事した後、参戦後は護衛駆逐艦の大量就役までの間、Uボート攻撃の主役を演じた。駆逐艦籍にとどまった艦や他艦種に転籍した艦も、1945年までには雑役任務に回る事となった。戦争終結前後に全艦除籍され、1947年までに解体された。

## 同型艦
- ウィックス→モントゴメリー(USS Wickes, DD-75→HMS Montgomery)

由来の人物は、アメリカ独立戦争でリプライザル号で歴戦し、座礁事故で殉職したランバート・ウィックス船長。
バス鉄工所にて1917年6月26日起工、1918年6月25日進水、1918年7月31日就役。1940年10月23日英海軍に移管、1945年解体。
- フィリップ→ランカスター(USS Philip, DD-76→HMS Lancaster)

由来の人物は、米西戦争にマーブルヘッド艦長として参戦したジョン・W・フィリップ少将。
バス鉄工所にて1917年9月1日起工、1918年7月25日進水、1918年8月24日就役。1940年10月23日英海軍に移管、1947年解体。
- ウールゼイ(USS Woolsey, DD-77)

由来の人物は、米英戦争でオナイダ号船長を務め、五大湖で活躍したメランヒトン・T・ウールゼイ。
バス鉄工所にて1917年11月1日起工、1918年9月17日進水、1918年9月30日就役。1921年2月21日、パナマ領コイバ島沖で座礁喪失。
- エヴァンズ→マンスフィールド(USS Evans, DD-78→HMS Mansfield)

由来の人物は、南北戦争以来参戦し、米西戦争やチリ遠征にも出動したロブリー・D・エヴァンズ少将。
バス鉄工所にて1917年12月28日起工、1918年10月30日進水、1918年10月11日就役。1940年10月23日英海軍に移管、ノルウェー海軍・カナダ海軍を経て1945年解体。
- リトル(USS Little, DD-79/APD-4)

由来の人物は、独立戦争からボストン号船長を務め、擬似戦争まで私掠船狩りを行ったジョージ・リトル。
フォアリバー造船所にて1917年6月18日起工、1917年11月11日進水、1918年4月6日就役。1940年8月2日高速輸送艦に改造、1942年9月5日サボ島沖で日本軍駆逐隊により戦没。
- キンバリー(USS Kimberly, DD-80)

由来の人物は、南北戦争でからモービル湾の海戦に参加し、戦後軍政に携わったルイス・キンバリー少将。
フォアリバー造船所にて1917年6月21日起工、1917年12月14日進水、1918年4月26日就役。1922年6月30日退役後、1939年4月20日売却。
- シガニー→ニューポート(USS Sigourney, DD-81→HMS Newport)

由来の人物は、米英戦争時にチェサピーク湾防衛に専念し戦死したアスプ号乗員ジェームズ・B・シガニー。
フォアリバー造船所にて1917年8月25日起工、1917年12月16日進水、1918年5月15日就役。1940年11月26日英海軍に移管、ノルウェー海軍を経て1947年6月26日解体。
- グレゴリー(USS Gregory, DD-82/APD-3)

由来の人物は、米英戦争から南北戦争まで従軍し、特に米墨戦争を最前線で指揮したフランシス・グレゴリー少将。
フォアリバー造船所にて1917年8月25日起工、1918年1月27日進水、1918年6月1日就役。1940年8月2日高速輸送艦に改造、1942年9月5日サボ島沖で日本軍駆逐隊により戦没。
- ストリンガム(USS Stringham, DD-83/APD-6)　※水雷艇(TB-19)以来二代目

由来の人物は、第一次バーバリ戦争のイントレピッド決死隊の一員で、南北戦争まで現役だったサイラス・H・ストリングハム少将。
フォアリバー造船所にて1917年9月19日起工、1918年3月30日進水、1918年7月2日就役。1940年8月2日高速輸送艦に改造、1945年6月25日駆逐艦に復帰、1945年11月9日退役後、1946年3月解体。
- ダイアー(USS Dyer, DD-84)

由来の人物は、南北戦争のモービル湾の海戦や米西戦争のマニラ湾海戦に参戦したネヘミヤ・ダイアー少将。
フォアリバー造船所にて1917年9月26日起工、1918年4月13日進水、1918年7月1日就役。1922年6月7日退役後、1936年9月8日売却。
- コルホーン(USS Colhoun, DD-85/APD-2)

由来の人物は、米墨戦争以降に活動し、南北戦争で第二次フィッシャー砦の戦いで活躍したエドモンド・コルホーン少将。
フォアリバー造船所にて1917年9月19日起工、1918年2月21日進水、1918年6月13日就役。1940年6月5日高速輸送艦に改造、1942年8月30日ガダルカナル島沖で日本軍駆逐隊により戦没。
- スティーブンス(USS Stevens, DD-86)

由来の人物は、米英戦争以降に活躍し、戦後は地中海艦隊司令官に任じられたトーマス・H・スティーブンス少将。
フォアリバー造船所にて1917年9月20日起工、1918年1月13日進水、1918年5月24日就役。1922年6月19日退役後、1936年9月8日売却。
- マッキー(USS McKee, DD-87)　※水雷艇(TB-18)以来二代目

由来の人物は、アジア戦隊旗艦コロラド号と朝鮮江華島砲台との砲戦で戦死した乗組士官ヒュー・W・マッキー中尉。
ユニオン鉄工所にて1917年10月29日起工、1918年3月23日進水、1918年9月7日就役。1922年6月16日退役後、1936年1月7日売却。
- ロビンソン→ニューマーケット(USS Robinson, DD-88→HMS Newmarket)

由来の人物は、独立戦争時にアンドリュー・ドリア号で物資輸送や英軍拿捕に従事したジェザイヤ・ロビンソン船長。
ユニオン鉄工所にて1917年10月31日起工、1918年3月28日進水、1918年10月19日就役。1940年12月5日英海軍に移管、1945年9月解体。
- リングゴールド→ニューアーク(USS Ringgold, DD-89→HMS Newark)

由来の人物は、南北戦争勃発まで南太平洋・北太平洋・西部フロンティア探検に従事したカドワラダー・リングゴールド少将。
ユニオン鉄工所にて1917年10月20日起工、1918年4月14日進水、1918年11月14日就役。1940年11月26日英海軍に移管、1947年2月18日解体。
- マッキーン(USS McKean, DD-90/APD-5)

由来の人物は、南北戦争でメキシコ湾西岸封鎖任務に従事したウィリアム・W・マッキーン代将。
ユニオン鉄工所にて1918年2月12日起工、1918年7月4日進水、1919年2月25日就役。1940年8月2日高速輸送艦に改造、1943年11月17日ブーゲンビル島沖で日本軍の空襲により戦没。
- ハーディング(USS Harding, DD-91)

由来の人物は、独立戦争に自らの商船2隻を供出して通商破壊や外交書簡送信に従事させた商人セス・ハーディング。
ユニオン鉄工所にて1918年2月12日起工、1918年7月4日進水、1919年1月24日就役。1922年7月1日退役後、1936年9月8日売却。
- グリッドレイ(USS Gridley, DD-92)

由来の人物は、オリンピア艦長として米西戦争のマニラ湾海戦を制したチャールズ・V・グリッドレイ大佐。
ユニオン鉄工所にて1918年4月1日起工、1918年7月4日進水、1919年3月8日就役。1922年6月22日退役後、1939年4月19日売却。
- フェアファックス→リッチモンド→ジュフチ(USS Fairfax, DD-93→HMS Richmond→Zhivuchiy)

由来の人物は、南北戦争中のトレント号事件で南軍外交官の拘束に成功したサンジャシント号将校ドナルド・M・フェアファックス少将。
メア・アイランド海軍造船所にて1917年7月10日起工、1917年12月15日進水、1918年4月6日就役。1940年12月5日英海軍に移管、1944年6月26日ソ連に移管、返還後1949年解体。
- テイラー(USS Taylor, DD-94→Damage Control Hulk No. 40)

由来の人物は、南北戦争後の地上勤務で兵学校教官・練習艦隊司令官・海軍大学校長を歴任したヘンリー・C・テイラー少将。
メア・アイランド海軍造船所にて1917年10月15日起工、1918年2月14日進水、1918年6月1日就役。1938年9月23日退役後、1940年7月11日40号救難ハルクに転用、1945年8月8日売却。
- ベル(USS Bell, DD-95)

由来の人物は、初代アジア艦隊司令官として兵庫開港要求事件処理中に大阪湾で荒天遭難死したヘンリー・ベル大将。
ベスレヘム造船フォアリバー造船所にて1917年11月16日起工、1918年4月20日進水、1918年7月31日就役。1922年6月21日退役後、1939年4月18日売却。
- ストライブリング(USS Stribling, DD-96/DM-1)

由来の人物は、米英戦争から南北戦争まで艦隊を統率し、戦後は各地の海軍工廠を監督したコーネリアス・ストライブリング少将。
フォアリバー造船所にて1917年12月14日起工、1918年5月29日進水、1918年8月16日就役。1920年7月17日敷設駆逐艦に改造、1922年6月26日退役後、1937年1月標的処分。
- マレー(USS Murray, DD-97/DM-2)

由来の人物は、米墨戦争以来従軍し、南北戦争後にロシア親善訪問艦隊を率いたアレクサンダー・マレー少将。
フォアリバー造船所にて1917年12月22日起工、1918年6月8日進水、1918年8月21日就役。1920年7月17日敷設駆逐艦に改造、1922年7月1日退役後、1936年9月29日売却。
- イスラエル(USS Israel, DD-98/DM-3)

由来の人物は、第一次バーバリ戦争にて第二回イントレピッド号特攻作戦に参加し、戦死したジョゼフ・イスラエル見習士官。
フォアリバー造船所にて1918年1月26日起工、1918年6月22日進水、1918年9月13日就役。1920年7月17日敷設駆逐艦に改造、1922年7月7日退役後、1939年4月18日売却。
- ルース(USS Luce, DD-99/DM-4)

由来の人物は、南北戦争後に士官教育に従事し、海軍大学校初代学長に任じられたスティーブン・ルース少将。
フォアリバー造船所にて1918年2月9日起工、1918年6月29日進水、1918年9月11日就役。1920年3月18日敷設駆逐艦に改造、1931年1月31日退役後、1936年11月13日売却。
- モーリー(USS Maury, DD-100/DM-5)

由来の人物は、海洋学者として海軍天文台の監修やバージニア軍事研究所の教職を務めたマシュー・フォンテーン・モーリー。
フォアリバー造船所にて1918年5月4日起工、1918年7月4日進水、1918年9月23日就役。1920年7月17日敷設駆逐艦に改造、1930年3月19日退役後、1934年5月1日売却。
- ランズデール(USS Lansdale, DD-101/DM-6)

由来の人物は、サモア諸島の治安維持活動中に現地人との争乱で戦死したフィラデルフィア乗組士官フィリップ・ランズデール中尉。
フォアリバー造船所にて1918年4月20日起工、1918年7月21日進水、1918年10月26日就役。1920年7月11日敷設駆逐艦に改造、1931年3月24日退役後、1936年12月28日売却。
- マハン(USS Mahan, DD-102/DM-7)

由来の人物は、『メキシコ湾と内海』を皮切りに『海上権力史論』等多数の戦略研究を著したアルフレッド・セイヤー・マハン少将。
フォアリバー造船所にて1918年5月4日起工、1918年8月4日進水、1918年10月24日就役。1920年7月17日敷設駆逐艦に改造、1930年5月1日退役後、1930年10月22日売却。
- シュレイ(USS Schley, DD-103/APD-14)

由来の人物は、米西戦争時に別動隊を率いサンチャゴ・デ・キューバ海戦を制したウィンフィールド・S・シュレイ少将。
フォアリバー造船所にて1917年10月29日起工、1918年3月28日進水、1918年9月20日就役。1943年2月6日高速輸送艦に改造、1945年6月5日駆逐艦に復帰、1945年11月9日退役後、1946年売却。
- シャンプリン(USS Champlin, DD-104)

由来の人物は、米英戦争でスコーピオン号を率い、エリー湖の湖上戦で活躍したスティーブン・シャンプリン船長。
ユニオン鉄工所にて1917年10月31日起工、1918年4月7日進水、1918年11月11日就役。1922年6月7日退役後、1936年4月12日水没実験処分。
- マグフォード(USS Mugford, DD-105)

由来の人物は、独立戦争時にフランクリン号を指揮し、12隻対1隻の劣勢で勇戦したものの戦死したジェームズ・マグフォード船長。
ユニオン鉄工所にて1917年12月20日起工、1918年4月14日進水、1918年11月25日就役。1922年6月7日退役後、1936年売却。
- チュー(USS Chew, DD-106)

由来の人物は、独立戦争時にレジスタンス号を指揮し、英軍グレンヴィル号との砲戦で戦死したサミュエル・チュー船長。
ユニオン鉄工所にて1918年1月2日起工、1918年5月26日進水、1918年12月12日就役。1945年10月10日退役後、1946年10月4日売却。
- ヘイゼルウッド(USS Hazelwood, DD-107)

由来の人物は、独立戦争時にデラウェア川封鎖やミフリン砦包囲でフィラデルフィア奪還を支援したジョン・ヘイゼルウッド代将。
ユニオン鉄工所にて1917年12月24日起工、1918年6月22日進水、1919年2月20日就役。1930年11月15日退役後、1930年4月14日解体。
- ウィリアムス→セント・クレア(USS Williams, DD-108→HMCS St. Clair)

由来の人物は、独立戦争でプロテクター号を率い、英軍アドミラル・ダフ号の拿捕に成功したジョン・F・ウィリアムス船長。
ユニオン鉄工所にて1918年3月25日起工、1918年7月4日進水、1919年3月1日就役。1940年9月24日カナダ軍に移管、1946年10月6日解体。
- クレイン(USS Crane, DD-109)

由来の人物は、第一次バーバリ戦争以来、地中海方面で私掠船狩りに従事したウィリアム・M・クレイン代将。
ユニオン鉄工所にて1918年1月7日起工、1918年7月4日進水、1919年4月18日就役。1945年11月14日退役後、1946年11月1日売却。
- ハート(USS Hart, DD-110/DM-8)

由来の人物は、米英戦争時にオンタリオ湖方面で戦死したエゼキエル・ハート士官候補生、南北戦争時に病没した西湾封鎖艦隊所属士官ジョン・ハート少佐の両名。
ユニオン鉄工所にて1918年1月8日起工、1918年7月4日進水、1919年5月26日就役。1920年7月17日敷設駆逐艦に改造、1931年6月1日退役後、1932年2月25日売却。
- イングラム(USS Ingraham, DD-111/DM-9)

由来の人物は、セントルイス号艦長時にハンガリー人のアメリカ亡命工作を進め、南北戦争時に南軍准将を務めたダンカン・イングラハム大佐。
ユニオン鉄工所にて1918年1月12日起工、1918年7月4日進水、1919年5月15日就役。1920年敷設駆逐艦に改造、1922年6月29日退役後、1936年以降解体。
- ラドロー(USS Ludlow, DD-112/DM-10)

由来の人物は、米英戦争時にチェサピーク号と英軍シャノン号のハリファックス沖の海戦で戦死したオーガスタス・ラドロー大尉。
ユニオン鉄工所にて1918年1月7日起工、1918年6月9日進水、1918年12月23日就役。1920年7月17日敷設駆逐艦に改造、1930年5月24日退役後、1931年3月10日解体。
- ラスバーン(USS Rathburne, DD-113/APD-25)

由来の人物は、独立戦争時にプロビデンス号船長を務め、ナッソーの戦いなどに転戦したジョン・P・ラスバーン。
ウィリアム・クランプ・アンド・サンズにて1917年7月12日起工、1917年12月17日進水、1918年6月24日就役。1944年5月20日高速輸送艦に改造、1945年7月20日駆逐艦に復帰、1945年11月2日退役後、1946年11月売却。
- タルボット(USS Talbot, DD-114/APD-7)

由来の人物は、擬似戦争中にコンスティテューション号船長として転戦したサイラス・タルボット。同名の水雷艇(TB-19)の由来となったジョン・タルボット中尉とは別人。
ウィリアム・クランプ・アンド・サンズにて1917年7月12日起工、1918年2月20日進水、1918年7月20日就役。1942年10月31日高速輸送艦に改造、1945年6月16日駆逐艦に復帰、1945年10月9日退役後、1946年1月30日解体。
- ウォーターズ(USS Waters, DD-115/APD-8)

由来の人物は、独立戦争時に大陸海軍の各種艦艇の船長として歴戦した民兵将校ダニエル・ウォーターズ。
ウィリアム・クランプ・アンド・サンズにて1917年7月26日起工、1918年3月3日進水、1918年8月8日就役。1942年12月19日高速輸送艦に改造、1945年10月12日退役後、1946年5月10日解体。
- デント(USS Dent, DD-116/APD-9)

由来の人物は、擬似戦争から第一次バーバリ戦争までコンスティテューション号など艦艇の船長を歴任したジョン・H・デント船長。
ウィリアム・クランプ・アンド・サンズにて1917年8月30日起工、1918年3月23日進水、1918年9月9日就役。1943年3月7日高速輸送艦に改造、1945年12月4日退役後、1946年6月13日売却。
- ドーシー(USS Dorsey, DD-117/DMS-1)

由来の人物は、第一次バーバリ戦争時のトリポリ港の戦いで戦死した9号砲艦乗組見習士官ジョン・ドーシー。
ウィリアム・クランプ・アンド・サンズにて1917年9月18日起工、1918年4月9日進水、1918年9月16日就役。1940年11月19日掃海駆逐艦に改造、1945年10月9日沖縄にて台風座礁、1945年12月8日退役後翌年1月1日破壊。
- リー(USS Lea, DD-118)

由来の人物は、南北戦争時の第二次ガルベストンの戦いで戦死したハリエット・レーン号乗組士官エドワード・リー少佐。
ウィリアム・クランプ・アンド・サンズにて1918年9月18日起工、1918年4月29日進水、1918年10月2日就役。1945年7月20日退役後、1946年11月30日売却。
- ランバートン(USS Lamberton, DD-119/AG-21/DMS-2)

由来の人物は、米西戦争時にアジア艦隊旗艦オリンピア乗員としてマニラ湾海戦に参加したベンジャミン・P・ランバートン少将。
ニューポート・ニューズ造船所にて1917年10月1日起工、1918年3月30日進水、1918年8月22日就役。1932年4月16日雑役船に変更、1940年11月19日掃海駆逐艦に改造、1945年6月5日雑役船に復帰、1946年12月13日退役後1949年5月9日解体。
- ラドフォード(USS Radford, DD-120/AG-22)

由来の人物は、米西戦争と南北戦争にかけて艦長を歴任し、戦後はヨーロッパ戦隊を統率したウィリアム・ラドフォード少将。
ニューポート・ニューズ造船所にて1917年10月2日起工、1918年4月5日進水、1918年9月30日就役。1922年6月9日退役後、1932年4月16日雑役船に変更、無線標的として活用後1936年8月5日撃沈。
- モントゴメリー(USS Montgomery, DD-121/DM-17)

由来の人物は、米墨戦争時にポーツマス号艦長を務め、サンフランシスコの占領と治安維持を担当したジョン・B・モントゴメリー少将。
ニューポート・ニューズ造船所にて1917年10月2日起工、1918年3月23日進水、1918年7月26日就役。1931年1月5日敷設駆逐艦に改造、1945年4月23日退役後、1946年3月11日売却。
- ブリース(USS Breese, DD-122/DM-18)

由来の人物は、南北戦争時にデイビッド・ディクソン・ポーター提督の副官を務めて歴戦したキッダー・ブリース大佐。
ニューポート・ニューズ造船所にて1917年11月10日起工、1918年5月11日進水、1918年10月23日就役。1931年1月5日敷設駆逐艦に改造、1946年1月15日退役後、1946年5月16日売却。
- ガンブル(USS Gamble, DD-123/DM-15)

由来の人物は、米英戦争時に活躍したガンブル兄弟。兄ピーターはシャンプレーン湖の戦いで戦死、弟ジョンはエセックス号艦長としてポリネシアの捕鯨保護にあたった。
ニューポート・ニューズ造船所にて1917年11月12日起工、1918年5月11日進水、1918年11月29日就役。1930年6月13日敷設駆逐艦に改造、1945年6月1日退役後、1945年7月16日グァム島アプラ湾沖に沈置。
- ラムゼイ(USS Ramsay, DD-124/DM-16/AG-98)

由来の人物は、南北戦争時に砲艦チョクトー号艦長としてミシシッピ川支流域の遠征作戦に従事したフランシス・M・ラムゼイ少将。
ニューポート・ニューズ造船所にて1917年12月21日起工、1918年6月8日進水、1919年2月15日就役。1930年6月13日敷設駆逐艦に改造、1945年6月5日雑役船に変更、1945年10月19日退役後、1946年11月21日解体。
- タットノール(USS Tattnall, DD-125/APD-19)

由来の人物は、ポーハタン号艦長として江戸幕府の万延元年遣米使節を送ったジョサイア・タットノール大佐。
ニューヨーク造船所にて1917年12月1日起工、1918年9月5日進水、1919年6月26日就役。1943年7月24日高速輸送艦に改造、1945年12月17日退役後、1946年10月17日解体。
- バジャー(USS Badger, DD-126)

由来の人物は、南北戦争時に複数のモニター艦・砲艦の艦長を歴任し、各地の要塞攻撃に従事したオスカー・C・バジャー代将。
ニューヨーク造船所にて1918年1月9日起工、1918年8月24日進水、1919年5月29日就役。1945年7月20日退役後、1945年11月30日解体。
- ツイッグス→レミントン→ズグチ(USS Twiggs, DD-127→HMS Leamington→Zhguchi)

由来の人物は、米英戦争以来私掠船狩りに従事し、米墨戦争のチャプルテペクの戦いで戦死したリーヴァイ・ツイッグス少佐。
ニューヨーク造船所にて1918年1月23日起工、1918年9月28日進水、1919年7月28日就役。1940年10月23日英海軍へ移譲、1944年7月17日ソ連海軍へ移譲、返還後1951年7月26日解体。
- バビット(USS Babbitt, DD-128/AG-102)

由来の人物は、米英戦争講和直後に発生したエンディミオン号とプレジデント号の追撃戦で戦死したフィッツ・H・バビット中尉。
ニューヨーク造船所にて1918年2月19日起工、1918年9月30日進水、1919年10月24日就役。1945年6月10日雑役船へ変更、1946年1月25日退役後、1946年6月5日解体。
- デ・ロング(USS DeLong, DD-129)　※水雷艇(TB-28)以来二代目

由来の人物は、1880年前後にジャネット号を用いて北極海探検に従事し、レナ川河口沖で遭難死したジョージ・W・デロング少佐。
ニューヨーク造船所にて1918年2月21日起工、1918年10月29日進水、1919年9月20日就役。1922年3月18日退役後、1922年9月25日解体。
- ジェイコブ・ジョーンズ(USS Jacob Jones, DD-130)　※前年戦没した駆逐艦(DD-61)以来二代目

由来の人物は、米英戦争時にワスプ号艦長を務め、自らも捕虜となりながらも英艦拿捕に従事したジェイコブ・ジョーンズ代将。
ニューヨーク造船所にて1918年2月21日起工、1918年11月20日進水、1919年10月20日就役。1942年2月28日、ニュージャージー州沖にてドイツ潜水艦U-578の雷撃により戦没。
- ブキャナン→キャンベルタウン(USS Buchanan, DD-131→HMS Campbeltown)

由来の人物は、南北戦争時に意に反し南軍唯一の海軍大将となり、バージニア号艦長として歴戦したフランクリン・ブキャナン大佐。
バス鉄工所にて1918年6月29日起工、1919年1月2日進水、1919年1月20日就役。1940年9月9日英海軍へ移譲、1942年3月29日サン＝ナゼール強襲にてドック破壊のため自爆。
- アーロン・ワード→キャッスルトン(USS Aaron Ward, DD-132→HMS Castleton)

由来の人物は、米西戦争以来従軍し、退役後の第一次世界大戦時に赤十字船レッドクロス号船長を務めたアーロン・ワード少将。
バス鉄工所にて1918年8月11日起工、1919年4月10日進水、1919年4月21日就役。1940年9月9日英海軍へ移譲、1947年解体。
- ヘイル→コールドウェル(USS Hale, DD-133→HMS Caldwell)

由来の人物は、南北戦争後の海軍再編に関わる政争で新海軍の立場を擁護したユージン・ヘイル上院議員。
バス鉄工所にて1918年10月7日起工、1919年5月29日進水、1919年6月12日就役。1940年9月9日英海軍へ移譲、1944年9月解体。
- クラウニンシールド→チェルシー→デルスキー(USS Crowninshield, DD-134→HMS Chelsea→Derskiy)

由来の人物は、第5代海軍長官として米英戦争後の軍政を担当し、戦列艦建造を推進したベンジャミン・ウィリアムズ・クラウニンシールド上院議員。
バス鉄工所にて1918年11月5日起工、1919年7月24日進水、1919年8月6日就役。1940年9月9日英海軍へ移譲、1944年7月16日ソ連海軍へ移譲、返還後1949年6月23日解体。
- ティルマン→ウェルズ(USS Tillman, DD-135→HMS Wells)

由来の人物は、20世紀初頭に軍事委員会議長を歴任し、「マキシマム戦艦」など艦艇の性能向上を進めたベンジャミン・ティルマン上院議員。
チャールストン海軍工廠にて1918年7月29日起工、1919年7月7日進水、1921年4月10日就役。1940年12月5日英海軍へ移譲、1945年7月24日解体。
- ボッグス(USS Boggs, DD-136/AG-19/DMS-3)

由来の人物は、南北戦争時に砲艦ヴァルナ号艦長を務め、撃沈されつつ1隻で南軍艦艇6隻を撃沈破したチャールズ・S・ボッグス少将。
メア・アイランド海軍造船所にて1917年11月15日起工、1918年4月25日進水、1918年9月23日就役。1931年9月5日雑役船へ変更、1940年9月掃海駆逐艦へ改造、1945年6月5日雑役船へ復帰、1946年3月20日退役後1946年11月27日解体。
- キルティ(USS Kilty, DD-137/APD-15)

由来の人物は、南北戦争時に砲艦マウンドシティ号艦長を務め、アイランドNo.10の戦いに参加したアウグストゥス・キルティ少将。
メア・アイランド海軍造船所にて1917年12月15日起工、1918年4月25日進水、1918年12月17日就役。1943年1月2日高速輸送艦に改造、1945年7月20日駆逐艦に復帰、1945年11月2日退役後、1946年8月26日解体。
- ケニソン(USS Kennison, DD-138/AG-83)

由来の人物は、南北戦争時に南軍バージニア号と交戦したカンバーランド号に乗組み、撃沈まで砲撃を続けたウィリアム・ケニソン予備役中尉。
メア・アイランド海軍造船所にて1918年2月14日起工、1918年6月8日進水、1919年4月2日就役。1944年雑役船へ変更、1945年11月21日退役後、1946年11月18日解体。
- ウォード(USS Ward, DD-139/APD-16)

由来の人物は、南北戦争時にポトマック小艦隊を率い、マチアスポイントの戦いで戦死したジェームズ・H・ワード中佐。
メア・アイランド海軍造船所にて1918年5月15日起工、1918年6月1日進水、1918年7月24日就役。1943年2月6日高速輸送艦に改造、1944年12月7日オルモック湾にて特攻機により戦没。
- クラクストン→ソールズベリー(USS Claxton, DD-140→HMS Salisbury)

由来の人物は、米英戦争時にエリー湖の湖上戦で戦死した士官見習の青年トーマス・クラクストン。
メア・アイランド海軍造船所にて1918年4月25日起工、1919年1月14日進水、1919年9月13日就役。1940年12月5日英海軍へ移譲、1944年6月26日解体。
- ハミルトン(USS Hamilton, DD-141/DMS-18/AG-111)

由来の人物は、米英戦争時のエンディミオン号とプレジデント号の追撃戦で戦死したアーチボルド・ハミルトン中尉。3代海軍長官ポール・ハミルトンの子息。
メア・アイランド海軍造船所にて1918年6月8日起工、1919年1月15日進水、1919年11月7日就役。1941年10月17日掃海駆逐艦へ改造、1945年5月6日雑役船へ変更、1945年10月16日退役後、1946年11月21日解体。
- ターベル(USS Tarbell, DD-142)

由来の人物は、米英戦争時にコンステレーション号艦長を務め、クレイニー島の戦いに勝利したジョゼフ・ターベル大佐。
ウィリアム・クランプ・アンド・サンズにて1917年12月31日起工、1918年5月28日進水、1918年11月27日就役。1945年7月20日退役後、1945年11月30日解体。
- ヤーナル→リンカーン→ドルズヌイ(USS Yarnall, DD-143→HMS Lincoln→Druzhny)

由来の人物は、第二次バーバリ戦争に従軍し、交渉報告のため乗船したエペルビエ号の遭難で消息不明となったジョン・ヤーナル少佐。
ウィリアム・クランプ・アンド・サンズにて1918年2月12日起工、1918年6月19日進水、1918年11月29日就役。1940年10月23日英海軍へ移譲、ノルウェー海軍を経て1944年8月26日ソ連海軍へ移譲、返還後1952年8月23日解体。
- アップシャー(USS Upshur, DD-144/AG-103)

由来の人物は、南北戦争時にウォバシュ号艦長としてフィッシャー砦の戦いに参戦したジョン・H・アップシャー少将。南軍大将ロバート・E・リーの従弟。
ウィリアム・クランプ・アンド・サンズにて1918年2月19日起工、1918年7月4日進水、1918年12月23日就役。1945年6月3日雑役船に変更、1945年11月2日退役後、1948年4月解体。
- グリーア(USS Greer, DD-145)

由来の人物は、南北戦争後に艦長職で参戦後、練習艦隊や訪欧親善艦隊の司令官を歴任したジェームズ・A・グーリア少将。
ウィリアム・クランプ・アンド・サンズにて1918年2月24日起工、1918年8月1日進水、1918年12月31日就役。1945年7月19日退役後、1945年11月30日解体。
- エリオット(USS Elliot, DD-146/DMS-4/AG-104)

由来の人物は、第一次世界大戦時に駆逐艦マンリー艦長で、接触事故による爆雷誤爆で殉職したリチャード・M・エリオット少佐。
ウィリアム・クランプ・アンド・サンズにて1918年2月23日起工、1918年7月4日進水、1919年1月25日就役。1940年11月19日掃海駆逐艦に改造、1945年6月5日雑役船に変更、1945年10月12日退役後、1946年1月29日解体。
- ローパー(USS Roper, DD-147/APD-20)

由来の人物は、米西戦争時にキャビテ港で発生したペトレル号火災の際、乗員救助中に殉職した艇長ジェシー・M・ローパー少佐。
ウィリアム・クランプ・アンド・サンズにて1918年3月19日起工、1918年8月17日進水、1919年2月15日就役。1943年10月20日高速輸送艦に改造、1945年9月15日退役後、1946年3月31日解体。
- ブレッキンリッジ(USS Breckinridge, DD-148/AG-112)

由来の人物は、米西戦争直前、水雷艇カッシング乗組士官としてキューバ沖を哨戒中、波に攫われ殉職したジョゼフ・C・ブレッキンリッジ少尉。
ウィリアム・クランプ・アンド・サンズにて1918年3月11日起工、1918年8月17日進水、1919年2月27日就役。1945年6月30日雑役船に変更、1945年11月30日退役後、1946年10月31日解体。
- バーニー(USS Barney, DD-149/AG-133)　※水雷艇(TB-25)以来二代目

由来の人物は、米英戦争時にチェサピーク小艦隊の海戦やブラーデンスバーグの戦いで連敗しつつも勇戦したジョシュア・バーニー代将。
ウィリアム・クランプ・アンド・サンズにて1918年3月26日起工、1918年9月5日進水、1919年3月14日就役。1945年6月30日雑役船に変更、1945年11月30日退役後、1946年10月13日解体。
- ブラークレイ(USS Blakeley, DD-150)　※水雷艇(TB-27)以来二代目

由来の人物は、米英戦争時にワスプ号船長を務め、英艦多数を拿捕したものの、ワスプ号の荒天遭難で消息不明となったジョンストン・ブラークレイ。
ウィリアム・クランプ・アンド・サンズにて1918年3月26日起工、1918年9月19日進水、1919年5月8日就役。1945年7月21日退役後、1945年11月30日解体。
- ビドル(USS Biddle, DD-151/AG-114)　※水雷艇(TB-26)以来二代目

由来の人物は、独立戦争時に船長を歴任し、ランドルフ号とヤーマス号との戦闘の末にランドルフ号の爆沈で戦死したニコラス・ビドル大佐。
ウィリアム・クランプ・アンド・サンズにて1918年4月22日起工、1918年10月3日進水、1919年4月22日就役。1945年6月30日雑役船に変更、1945年10月5日退役後、1946年12月3日解体。
- デュポン(USS Du Pont, DD-152/AG-80)　※水雷艇(TB-7)以来二代目

由来の人物は、南北戦争時に装甲艦の運用を推進し、チャールストン攻略に従事したサミュエル・F・デュポン少将。
ウィリアム・クランプ・アンド・サンズにて1918年5月2日起工、1918年10月22日進水、1919年4月30日就役。1944年9月25日雑役船に変更、1946年5月2日退役後、1947年3月12日解体。
- バーナドゥ(USS Bernadou, DD-153)

由来の人物は、米西戦争時に水雷艇ウィンスロー艇長を務め、キューバ島カルデナス港封鎖に従事したジョン・B・ベルナドゥ中佐。
ウィリアム・クランプ・アンド・サンズにて1918年6月4日起工、1918年11月7日進水、1919年5月19日就役。1945年7月17日退役後、1945年11月30日解体。
- エリス(USS Ellis, DD-154/AG-115)

由来の人物は、米西戦争時にブルックリンに乗組み、サンチャゴ・デ・キューバ海戦で戦死したジョージ・H・エリス主計兵。
ウィリアム・クランプ・アンド・サンズにて1918年7月8日起工、1918年11月30日進水、1919年6月7日就役。1945年6月30日雑役船に変更、1945年10月31日退役後、1947年7月17日解体。
- コール(USS Cole, DD-155/AG-116)

由来の人物は、第一次世界大戦時のアメリカ海兵隊将校で、ベロー・ウッドの戦いで戦死したエドワード・B・コール少佐。
ウィリアム・クランプ・アンド・サンズにて1918年6月25日起工、1919年1月11日進水、1919年6月19日就役。1945年6月30日雑役船に変更、1945年11月1日退役後、1947年10月6日解体。
- J・フレッド・タルボット(USS J. Fred Talbott, DD-156/AG-81)

由来の人物は、代議士として25年にわたり下院海軍委員会に所属し、海軍の充実に努めたジョシュア・F・タルボット下院議員。
ウィリアム・クランプ・アンド・サンズにて1918年7月8日起工、1918年12月14日進水、1919年6月30日就役。1944年9月25日雑役船に変更、1946年5月21日退役後、1946年12月22日解体。
- ディカーソン(USS Dickerson, DD-157/APD-21)

由来の人物は、ロシア公使の指名を固辞し第10代海軍長官に就任したマーロン・ディカーソン上院議員。
ニューヨーク造船所にて1918年5月25日起工、1919年3月12日進水、1919年9月3日就役。1943年8月21日高速輸送艦に改造、1945年4月4日沖縄近海で特攻機により航行不能・慶良間諸島にて自沈。
- リアリー(USS Leary, DD-158)

由来の人物は、第一次世界大戦時に運送艦チャールトン・ホール乗組士官で、火災事故の救難活動で殉職したクラレンス・F・リアリー大尉。
ニューヨーク造船所にて1918年3月6日起工、1918年12月18日進水、1919年12月5日就役。1943年12月24日、北大西洋にてドイツ潜水艦U-275の雷撃により戦没。
- シェンク(USS Schenck, DD-159/AG-82)

由来の人物は、米墨戦争時にカリフォルニア遠征に参加し、サンタバーバラに自ら星条旗を立てたジェームズ・F・シェンク少将。
ニューヨーク造船所にて1918年3月26日起工、1919年4月23日進水、1919年10月30日就役。1944年9月25日雑役船に変更、1946年5月17日退役後、1946年11月25日解体。
- ハーバート(USS Herbert, DD-160/APD-22)

由来の人物は、クリーブランド政権下で第33代海軍長官を務め、海軍拡張を推進したヒラリー・ハーバート下院議員。
ニューヨーク造船所にて1918年4月9日起工、1919年5月8日進水、1919年11月21日就役。1943年12月1日高速輸送艦に改造、1945年9月25日退役後、1946年5月23日解体。
- パーマー(USS Palmer, DD-161/DMS-5)

由来の人物は、南北戦争時に西湾封鎖中隊を統率し、ファラガット司令官不在時に職務を代行したジェームズ・S・パーマー少将。
フォアリバー造船所にて1918年5月29日起工、1918年8月18日進水、1918年11月22日就役。1940年8月7日掃海駆逐艦に改造、1945年1月7日リンガエン湾で特攻機により戦没。
- サッチャー→ナイアガラ(USS Thatcher, DD-162→HMCS Niagara)

由来の人物は、南北戦争時にメキシコ湾岸を転戦し、ガルベストンを陥落させたヘンリー・K・サッチャー少将。
フォアリバー造船所にて1918年6月8日起工、1918年8月31日進水、1919年1月14日就役。1940年9月26日カナダ海軍へ移管、1946年解体。
- ウォーカー(USS Walker, DD-163→Damage Control Hulk No. 1)

由来の人物は、南北戦争後の海軍再編期に航海局長を務め、中米横断運河の計画や灯台設置を進めたジョン・G・ウォーカー少将。
フォアリバー造船所にて1918年6月19日起工、1918年9月14日進水、1919年1月31日就役。1940年7月11日1号救難ハルクに転用、1941年12月28日海没処分。
- クロスビー(USS Crosby, DD-164/APD-17)

由来の人物は、米墨戦争から南北戦争まで艦長職を歴任し、世界各地に遠征したパース・クロスビー少将。
フォアリバー造船所にて1918年6月23日起工、1918年9月28日進水、1919年1月24日就役。1943年2月22日高速輸送艦に改造、1945年10月24日退役後、1946年5月23日解体。
- メレディス(USS Meredith, DD-165)

由来の人物は、第一次バーバリ戦争時の海兵隊下士官で、トリポリの戦いで戦死したジョナサン・メレディス軍曹。
フォアリバー造船所にて1918年6月26日起工、1918年9月22日進水、1919年1月29日就役。1922年6月28日退役後、1936年9月29日解体。
- ブッシュ(USS Bush, DD-166)

由来の人物は、米英戦争時にコンスティテューション号とゲリエール号の接舷戦で戦死したウィリアム・S・ブッシュ海兵少尉。
フォアリバー造船所にて1918年7月4日起工、1918年10月27日進水、1919年2月19日就役。1922年6月21日退役後、1936年9月8日解体。
- コーウェル→ブライトン→ザルキー(USS Cowell, DD-167→HMS Brighton→Zharkiy)

由来の人物は、米英戦争時にエセックス号とフェーベ号の海戦で戦死したジョン・G・コーウェル大尉。
フォアリバー造船所にて1918年7月15日起工、1918年11月23日進水、1919年3月17日就役。1940年9月23日英海軍へ移譲、1944年7月16日ソ連海軍へ移譲、返還後1949年2月28日解体。
- マドックス→ジョージタウン→ドブレストヌイ(USS Maddox, DD-168→HMS Georgetown→Doblestny)

由来の人物は、米墨戦争時にカリフォルニア中部に駐留し、サンタクララの戦いに参加したウィリアム・A・T・マドックス海兵少尉。
フォアリバー造船所にて1918年7月20日起工、1918年10月27日進水、1919年3月10日就役。1940年9月23日英海軍へ移管、1944年8月ソ連海軍に移管、返還後1952年9月16日解体。
- フット→ロックスボロー→ジョストキー(USS Foote, DD-169→HMS Roxborough→Zhyostky)　※水雷艇(TB-3)以来二代目

由来の人物は、南北戦争初期にミシシッピ川戦隊を率い、多くの要塞攻略戦に勝利したアンドリュー・H・フット少将。
フォアリバー造船所にて1918年8月7日起工、1918年12月14日進水、1919年3月21日就役。1940年9月23日英海軍へ移管、1944年8月10日ソ連海軍に移管、返還後1949年5月14日解体。
- カーク→ハミルトン(USS Kalk, DD-170→HMS Hamilton)

由来の人物は、第一次世界大戦にて駆逐艦ジェイコブ・ジョーンズに乗組み、ドイツ潜水艦U-53の雷撃で戦死したスタントン・F・カーク大尉。
フォアリバー造船所にて1917年3月4日起工、1918年12月21日進水、1919年3月29日就役。1940年9月23日英海軍へ移管、カナダ海軍を経て1945年解体のため曳航中遭難沈没。
- バーンズ(USS Burns, DD-171/DM-11)

由来の人物は、米英戦争時に武装私有船スナップドラゴン号を用い複数の英軍艦艇を拿捕した貿易商オトウェイ・バーンズ。
ユニオン鉄工所にて1918年4月15日起工、1918年7月4日進水、1919年8月7日就役。1921年3月15日敷設駆逐艦に改造、1930年6月2日退役後、1932年4月22日解体。
- アンソニー(USS Anthony, DD-172/DM-12)

由来の人物は、戦艦メイン常駐海兵下士官として、メイン爆沈時に乗員救助を指揮したウィリアム・アンソニー海兵曹長。
ユニオン鉄工所にて1918年4月18日起工、1918年8月10日進水、1919年6月19日就役。1920年11月16日敷設駆逐艦に改造、1922年6月30日退役後、1937年7月22日標的処分。
- スプロストン(USS Sproston, DD-173/DM-13)

由来の人物は、南北戦争時に砲艦セネカ号に乗組み、セントジョーンズ川での戦闘で戦死したジョン・G・スプロストン大尉。
ユニオン鉄工所にて1918年4月20日起工、1918年8月10日進水、1919年7月12日就役。1920年7月17日敷設駆逐艦に改造、1922年8月15日退役後、1937年7月20日標的処分。
- リザール(USS Rizal, DD-174/DM-14)

由来の人物は、スペイン統治時代のフィリピンで独立運動を指導し、スペインにより処刑されたホセ・リサール。
ユニオン鉄工所にて1918年6月26日起工、1918年9月21日進水、1919年5月28日就役。1920年7月17日敷設駆逐艦に改造、1931年8月20日退役後、1932年2月25日解体。
- マッケンジー→アナポリス(USS MacKenzie, DD-175→HMS Annapolis)　※水雷艇(TB-17)以来二代目

由来の人物は、南北戦争後にハートフォード号にて台湾遠征に出撃し、現地人との交戦で戦死したアレクサンダー・S・マッケンジー少佐。
ユニオン鉄工所にて1918年7月4日起工、1919年9月29日進水、1919年7月25日就役。1940年9月29日英海軍へ移管、1945年6月4日解体。
- レンショー(USS Renshaw, DD-176)

由来の人物は、南北戦争時にウェストフィールド号に乗組み、ガルベストンの戦いで戦死したウィリアム・B・レンショー中佐。
ユニオン鉄工所にて1918年5月8日起工、1918年9月21日進水、1919年7月31日就役。1922年5月27日退役後、1936年9月29日解体。
- オバノン(USS O'Bannon, DD-177)

由来の人物は、第一次バーバリ戦争で海兵隊を率い、トリポリの戦いを制し「海兵隊の父」と称されるプレスリー・オバノン大尉。
ユニオン鉄工所にて1918年11月12日起工、1919年2月28日進水、1919年8月27日就役。1922年5月27日退役後、1936年9月29日解体。
- ホーガン(USS Hogan, DD-178/DMS-6/AG-105)

由来の人物は、米英戦争時にコンスティテューション号に乗組み、ジャワ号との海戦で戦死した水兵ダニエル・ホーガン。
ユニオン鉄工所にて1918年11月25日起工、1919年4月12日進水、1919年10月1日就役。1940年8月7日掃海駆逐艦に改造、1945年6月5日雑役船に変更、1945年10月11日退役後、1945年11月8日標的処分。
- ハワード(USS Howard, DD-179/DMS-7)

由来の人物は、南北戦争時にニュー・アイアンサイド号に乗組み、チャールストンで戦死したチャールズ。W・ハワード少尉。
ユニオン鉄工所にて1918年12月9日起工、1919年4月26日進水、1920年1月29日就役。1940年8月29日掃海駆逐艦に改造、1945年10月11日退役後、1946年6月14日解体。
- スタンスベリー(USS Stansbury, DD-180/DMS-8)

由来の人物は、米英戦争時に各地を転戦し、シャンプレーン湖の戦いで戦死したジョン・スタンスベリー大尉。
ユニオン鉄工所にて1918年12月9日起工、1919年5月16日進水、1920年1月8日就役。1940年11月19日掃海駆逐艦に改造、1945年12月11日退役後、1947年1月25日解体。
- ホープウェル→バス(USS Hopewell, DD-181→HMS Bath)

由来の人物は、米英戦争時にチェサピーク号に乗組み、シャノン号との海戦で戦死したポラード・ホープウェル士官見習い。
ニューポート・ニューズ造船所にて1918年1月19日起工、1918年6月8日進水、1919年3月22日就役。1940年9月23日英海軍へ移譲、1941年8月19日大西洋にてドイツ潜水艦U-204により撃沈。
- トーマス→セント・オールバンズ→ドストイヌイ(USS Thomas, DD-182→HMS St. Albans→Dostoyny)

由来の人物は、第一次世界大戦時に貨物船バキューム号にて、潜水艦U-21の雷撃による沈没で戦死したクラレンス・C・トーマス中尉。
ニューポート・ニューズ造船所にて1918年3月23日起工、1918年7月4日進水、1919年4月25日就役。1940年9月23日英海軍へ移管、1944年7月16日ソ連海軍へ移管、返還後1949年2月28日解体。
- ハラデン→コロンビア(USS Haraden, DD-183→HMS Columbia)

由来の人物は、独立戦争時に私兵を率い、ティラニサイド号を用いて英艦艇を攻撃したジョナサン・ハラデン。
ニューポート・ニューズ造船所にて1918年3月30日起工、1918年7月4日進水、1919年6月7日就役。1940年9月24日英海軍へ移譲、1945年8月解体。
- アボット→チャールズタウン(USS Abbot, DD-184→HMS Charlestown)

由来の人物は、マシュー・ペリーの日本遠征にマケドニアン艦長として随伴したが、香港で病死したジョエル・アボット代将。
ニューポート・ニューズ造船所にて1918年4月5日起工、1918年7月4日進水、1919年7月19日就役。1940年9月23日英海軍へ移譲、1947年解体。
- バッグレイ/ドラン→セント・メリーズ(USS Bagley/Doran, DD-185→HMS St. Marys)　※水雷艇(TB-24)以来二代目

由来の人物は、米西戦争時に水雷艇ウィンスローのキューバ島カルデナス港封鎖作戦中に戦死したワース・バッグレイ少尉。改名後は、同じく米西戦争でキューバ島の海底ケーブル切断に成功したモンゴメリー乗組下士官ジョン・J・ドラン軍曹。
ニューポート・ニューズ造船所にて1918年5月11日起工、1918年10月19日進水、1919年8月27日就役。1939年12月22日ドランへ改名、1940年9月22日英海軍へ移譲、1945年解体。